# Macrocentrus madeirensis
Macrocentrus madeirensis är en stekelart som beskrevs av Van Achterberg 1993. Macrocentrus madeirensis ingår i släktet Macrocentrus och familjen bracksteklar. Inga underarter finns listade i Catalogue of Life.